# Verb modal
În lingvistică, un verb modal este un verb care exprimă prin conținutul său lexical (originar sau dobândit prin context) una din ideile de modalitate. Un astfel de verb este folosit pe lângă altul, pentru a indica cum vede vorbitorul acțiunea exprimată de al doilea verb: posibilă sau imposibilă, necesară sau nenecesară, certă sau incertă, probabilă sau improbabilă, obligatorie sau neobligatorie, dorită sau nedorită, permisă sau nepermisă, ca o consecință logică, ca rezultatul unei decizii etc.. Pe de o parte, o anumită modalitate poate fi exprimată de mai multe verbe, iar pe de altă parte, unul și același verb poate exprima mai multe modalități (vezi mai jos exemplele în propoziții).
Nu există unitate de vederi printre lingviști despre măsura în care este gramaticală sau lexicală exprimarea modalității prin verbul modal, din cauză că verbele poartă în grade diferite sensuri lexicale și sensuri gramaticale.
Există verbe care au numai sens modal și se folosesc numai asociate cu alt verb. Sunt și verbe al căror sens noțional (lexical) este modal și atunci când nu sunt asociate cu alt verb. În fine, mai sunt și verbe al căror sens de bază nu este modal, dar asociate cu alt verb au un asemenea sens. Verbele din prima categorie sunt de obicei numite auxiliare de modalitate. Lingviștii care văd, după mai multe criterii, gramaticalitate într-unul sau altul dintre verbele din a doua și a treia categorie, le consideră verbe modale sau verbe auxiliare modale.

## În limba română
În gramatici ale limbii române se întâlnesc ca verbe modale a avea, a da, a fi, a putea, a sta, a trebui, a veni, a vrea, se cade, se cuvine, se pare etc.. Printre acestea sunt unele care pot fi folosite și de sine stătător, cu sens lexical plin, și ca verbe modale: Îi trebuiau bani să-și cumpere cărți […] – folosire cu sens plin, „a avea nevoie” vs. Un orfan trebuie să-și facă acolo repede o carieră […] – folosire ca verb modal de exprimare a necesității.
Verbul asociat cu cele mai multe verbe modale este la modul conjunctiv, dar cu unele este la infinitiv, participiu sau supin, existând și cazuri de sinonimie sintactică.
După unii lingviști, verbele modale formează singure predicatul verbal al propoziției, atunci când se află la un mod personal, dar după alții alcătuiesc împreună cu verbul care le urmează un predicat verbal compus.
Exemple:
- cu conjunctivul:

dă să spună ceva;
era să cad;
stă să cadă;
trebuie să plec;
îmi vine să râd;
vreau să plec;
- cu infinitivul sau cu supinul: am a scrie/de scris;
- cu infinitivul sau cu conjunctivul: pot face/să fac ceva;
- cu participiul: trebuie lăudat.

## În alte limbi

### În engleză
În gramatici ale limbii engleze, verbele considerate modale se asociază numai cu verbe la infinitiv. Din cauza gradului lor de gramaticalizare diferit, nu există unitate totală în lingvistica acestei limbi despre care verbe sunt propriu-zis modale sau auxiliare de modalitate. Unii consideră astfel nouă verbe. Acestea se deosebesc morfologic de verbele obișnuite prin trăsături precum desinența zero la toate persoanele, negarea cu not sau n't și infinitivul fără particula to al verbului cu care se asociază. Alții mai adaugă la acestea trei verbe, care nu îndeplinesc toate aceste criterii. În afară de acestea se mai iau în seamă verbe și expresii verbale cu sens modal care se asociază și ele cu verbe la infinitiv, dar se folosesc și de sine stătător. Exemple (în acestea, verbul modal exprimă modalitatea indicată în paranteză, dar poate exprima și alte modalități):
- cu cele nouă verbe considerate modale propriu-zise sau auxiliare de modalitate:

We can leave our luggage at the hotel „Ne putem lăsa bagajele la hotel” (caracterul permis al acțiunii);
My grandfather could walk on his hands „Bunicul meu putea să umble în mâini” (capacitate);
The keys may be in my coat pocket „Cheile ar putea fi în buzunarul paltonului meu” (probabilitate);
We thought we might have problems „Ne-am gândit că am putea avea probleme” (probabilitate);
You shall have the money „Ai să primești banii” (promisiune);
You should answer the letter „Ar trebui să răspunzi la scrisoare” (sfat);
Mandy will be in London now „Mandy trebuie să fi acum la Londra” (certitudine);
Six weeks' holiday would be nice „Ar fi bune șase săptămâni de concediu” (irealitate);
I must go to the bank „Trebuie să merg la bancă” (necesitate);
- cu celelalte trei verbe considerate (auxiliare) de modalitate:

You needn't hurry „Nu trebuie să te grăbești” (inutilitate);
They ought to have our letter by now „Trebuie (ca ei) să fi primit scrisoarea până acum” (probabilitate);
I daren't go up on the roof „Nu îndrăznesc să urc pe acoperiș” (teamă);
- cu alte verbe cu sens modal:

The pupils are already able to read „Elevii pot deja să citească” (capacitate);
I’d better tidy this room up „Mai bine aș face curățenie în camera asta” (preferință);
I used to come here „Obișnuiam să vin aici” (obișnuință);
Are we allowed to leave early? „Avem voie să plecăm devreme?” (caracterul permis al acțiunii);
Is this food supposed to be kept cool? „Mâncarea asta trebuie ținută la rece?” (caracterul prescris al acțiunii);
You have to fill in a form „Trebuie să completezi/completați un formular” (obligație).

### În franceză
În lingvistica limbii franceze s-a constatat că există verbe al căror sens lexical este modal și funcționează și de sine stătător. Acestea nu sunt considerate verbe modale nici atunci când, cu acest sens, sunt asociate cu alt verb, fiind regentul acestuia. Astfel sunt Je crois que… „Cred că…”, Je crains que… „Mă tem că…”, Je me réjouis de ce que… „Mă bucur că…”.
În general sunt considerate verbe modale acelea care, asociate cu un alt verb la infinitiv, au un sens mai mult sau mai puțin diferit de cel lexical de bază, și sunt numite semiauxiliare. Cu cele mai multe, infinitivul se leagă direct, iar cu unele prin prepozițiile de sau à. Exemple:
Nous avons à causer tous les deux „Avem ceva de vorbit noi doi”;
La campagne doit être belle à cette saison „La sat trebuie să fie frumos în anotimpul ăsta”;
La pendule a manqué tomber „Pendula era să cadă”;
J’ai failli vous écrire „Mai că v-am scris o scrisoare”;
Je laisse partir mon chien „Îmi las câinele să plece”;
Il était censé suivre des cours „Era vorba să urmeze niște cursuri”;
Il peut avoir quinze ans „Să tot aibă cincisprezece ani”;
Il risque de tomber „Riscă să cadă”;
Je sus bientôt lire couramment „Curând am știut să citesc cursiv”;
Veux-tu te taire ! „Vrei să taci odată?!”
După unii există, deși mai rare, și verbe modale care se asociază cu verb la subjonctiv. În această situație, și sensul acestora diferă de cel lexical de bază. Exemple:
Il s’en faut de peu que nous n’ayons réussi „Puțin a lipsit să reușim”;
Il se peut qu’il convienne de ses torts „S-ar putea să-și recunoască vina”;
Il faut qu’elle ait mal entendu „Trebuie că n-a auzit bine”.

### În limbile din diasistemul slav de centru-sud
În lingvistica acestor limbi (bosniaca, croata, muntenegreana și sârba, pe scurt BCMS), se întâlnește ideea că verbul modal, care nu este numit auxiliar, este un verb care nu exprimă o acțiune concretă, ci servește la modificarea altei acțiuni. Stabilește de fapt o relație modală (volitivă, optativă, incitativă etc.) între acțiunea verbului cu sens lexical plin cu care se asociază și subiect, respectiv între acțiunea verbului cu sens plin și vorbitor.
Din punct de vedere sintactic, complementul verbului modal este un verb la infinitiv sau o subordonată introdusă prin conjuncția da, cu predicatul la indicativ prezent, care corespunde în acest caz conjunctivului prezent din română. Deseori există sinonimie sintactică între cele două construcții.
Verbul modal prezintă două restricții: nu poate avea complement parte de vorbire nominală (substantiv, pronume) și, în caz de asociere cu subordonată, predicatul acesteia nu poate fi la altă formă decât indicativul prezent.
În unele descrieri se deosebesc verbe modale în sens restrâns, cu ajutorul cărora se marchează o relație cu o acțiune, și verbe modale în sens larg, care pot exprima un sentiment, o percepție, un act volitiv etc. Printre acestea sunt și verbe care au și sens nemodal și/sau pot avea și complement parte de vorbire nominală.
Exemple (cu semnul / între sinonime):
- cu verbe modale în sens restrâns:

Time hoću reći da još uvijek nije kasno „Cu asta vreau să spun că încă nu e târziu”;
On hoće sutra da kupi auto „El vrea să cumpere mașină mâine”;
Morao sam sve po dogovoru uraditi/da uradim „A trebuit să fac totul conform acordului”;
Treba se snaći „Trebuie să te descurci” (subiect general);
On treba da nađe rešenje „El trebuie să găsească o rezolvare”;
Oni ne smiju ništa saznati „Ei nu trebuie să afle nimic”;
Nisam smeo pušiti/da pušim pred ocem „Nu aveam voie să fumez de față cu tata”;
O svemu se može razgovarati „Despre toate se poate discuta”.
- cu alte verbe modale:

Ima da rano ustaneš „Trebuie să te scoli devreme” (cu sens nemodal: Imaju problema „Au probleme”);
Boji se priznati što se dogodilo „Se teme să recunoască ce s-a întâmplat” (cu folosire nemodală: Ivan se boji zubara „Ivan se teme de dentist”);
Bar je stigao odspavati „Măcar a ajuns să doarmă (destul)” (cu sens nemodal: Upravo su stigli na stanicu „Chiar acum au ajuns la gară”);
Petar zna rešavati/da rešava zadatke „Petar știe să rezolve sarcini” (cu sens nemodal: Ana zna sve što je pitaju „Ana știe tot ce este întrebată”).

### În maghiară
În limba maghiară sunt considerate modale numai verbe care au sens modal și cel puțin formal sunt regente ale unor verbe la infinitiv. Asemenea verbe sunt akar „a vrea”, kell „a trebui”, lehet „a putea”, tud „a putea, a se pricepe”, szeret „a-i plăcea”, szándékozik „a intenționa” etc.
Există controverse printre lingviști dacă acestea sunt verbe auxiliare sau nu. Unii nu-l consideră pe niciunul auxiliar, cu argumentul că verbul asociat cu ele este analizabil sintactic. Alții le consideră pe toate verbe auxiliare. Există și opinia că în maghiară este un singur verb auxiliar de modalitate, talál, considerat astfel deoarece, asociat cu un infinitiv are numai sens modal, complet diferit de sensul său de bază, „a găsi”, iar restul celor care exprimă modalități sunt cvasiauxiliare, cu argumentul că sensul lor gramatical este dominant, dar mai au și un oarecare sens noțional (lexical), situându-se astfel între categoria verbelor auxiliare și cea a verbelor cu sens lexical plin.
Din punct de vedere morfologic, sintagma verb modal + infinitiv nu este considerată o formă verbală compusă, dar în sintaxa propoziției este luată în general ca predicat compus. Exemple:
- caracterul întâmplător, involuntar al acțiunii: Néha össze találunk veszni „Ni se întâmplă să ne certăm”;
- capabilitate:

El tudod ezt nekem intézni? „Poți să-mi rezolvi asta?”;
Fel bírja emelni a zsákot „Poate ridica sacul”;
- dorință:

Be kíván menni „Dorește să intre”;
Mária aludni óhajt „Mária dorește să doarmă”;
Szeretném már befejezni a varrást „Aș vrea să termin odată cu cusutul”;
- imposibilitate: Ezt nem lehet így elintézni „Asta nu se poate rezolva așa”;
- intenție: Be szándékozik menni „Are intenția să intre”;
- încercare: Megpróbál bejutni „Încearcă să intre”;
- necesitate: Meg kell nézni a filmet „Trebuie văzut filmul”;
- nepricepere: Nem tudok úszni „Nu știu să înot”;
- voință: Tudni akarom az igazat „Vreau să știu adevărul”.